# Nao Kodaira
Nao Kodaira (japanska: 小平 奈緒), född den 26 maj 1986 i Chino i Japan, är en japansk skridskoåkare.
Hon tog OS-silver i damernas lagtempo i samband med de olympiska skridskotävlingarna 2010 i Vancouver.
Vid skridskotävlingarna vid olympiska vinterspelen 2018 i Pyeongchang tog hon en silvermedalj på 1 000 meter och en guldmedalj på 500 meter, segertiden 36,94 var också ett nytt olympiskt rekord.